# Jay Shetty
Jay Shetty, né le 6 septembre 1987, est un auteur anglais, ancien moine hindou et coach de vie d'origine indienne,,,,,,. Il est animateur du podcast On Purpose et s'entretient avec des personnalités célèbres comme Alicia Keys, Khloé Kardashian, Kobe Bryant, Jennifer Lopez ou Michelle Obama,. Il est apparu dans les émissions The Ellen DeGeneres Show, A Little Late with Lilly Singh et Today pour discuter de la santé mentale et du but de la vie,,.

## Biographie

### Enfance, formation et débuts
Jay Shetty est britannique d'origine indienne. Il grandit dans le nord de Londres avec ses parents et sa jeune sœur. Sa mère est une Gujarati. Il fréquente la Queen Elizabeth's School, à Barnet, puis obtient un diplôme de la Cass Business School de la City, Université de Londres,. Il vit à Los Angeles, en Californie, avec sa femme, Radhi Devlukia-Shetty.

### Carrière
Jay Shetty étudie dans une école de Commerce et rencontre Gauranga Das, un moine invité lors d'une conférence pour parler de l'altruisme et du mode de vie minimaliste. Jay Shetty suit le moine pendant le reste de son circuit de conférences au Royaume-Uni. Il passe quatre étés en Inde à faire des stages dans des entreprises et à se former auprès de l'Association internationale pour la conscience de Krishna. Il devient moine védique dans un ashram à Mumbai, en Inde et y reste pendant 3 ans,.
Jay Shetty commence sa carrière chez Accenture, où il s'occupe de stratégie numérique et travaillé comme coach en médias sociaux pour les cadres de l'entreprise,. Son travail attire l'attention d'Arianna Huffington, qui l'engage pour produire des vidéos pour le Huffington Post à New York, période pendant laquelle il a créé la vidéo Facebook la plus vue de 2018,,. Les sujets de sa vidéo incluent les relations, le bien-être et la santé mentale,. Jay Shetty s'entretient avec Russell Simmons, Deepak Chopra, Kobe Bryant et, par le biais du Huffington Post, Tim Ferriss,.
Jay Shetty fait partie du classement Forbes dans les célébrités européennes de moins de 30 ans en 2017. Il est reconnu par le Conseil National Geographic Chasing Genius en 2017 et les Asian Media Awards, en 2016 comme meilleur blogueur,.
Jay Shetty présente sur la BBC et s'adresse à des publics tels que Google, Nasdaq, HSBC et Barclays.
Animateur du podcast On Purpose, Jay Shetty a atteint 64 millions de téléchargements au cours de sa première année. On Purpose est devenu le podcast de santé numéro un dans le monde selon Forbes,.
En 2019, lorsqu'il a été accusé de plagier des citations, 113 posts ont été supprimés de son compte Instagram. Depuis cette accusation, il est plus prudent avec le droit à la propriété intellectuelle,,.
Jay Shetty fait la couverture du numéro des jeunes influents du magazine Adweek en 2019. Il est cofondateur d'une société de production vidéo, Icon Media, avec Alex Kushneir,.

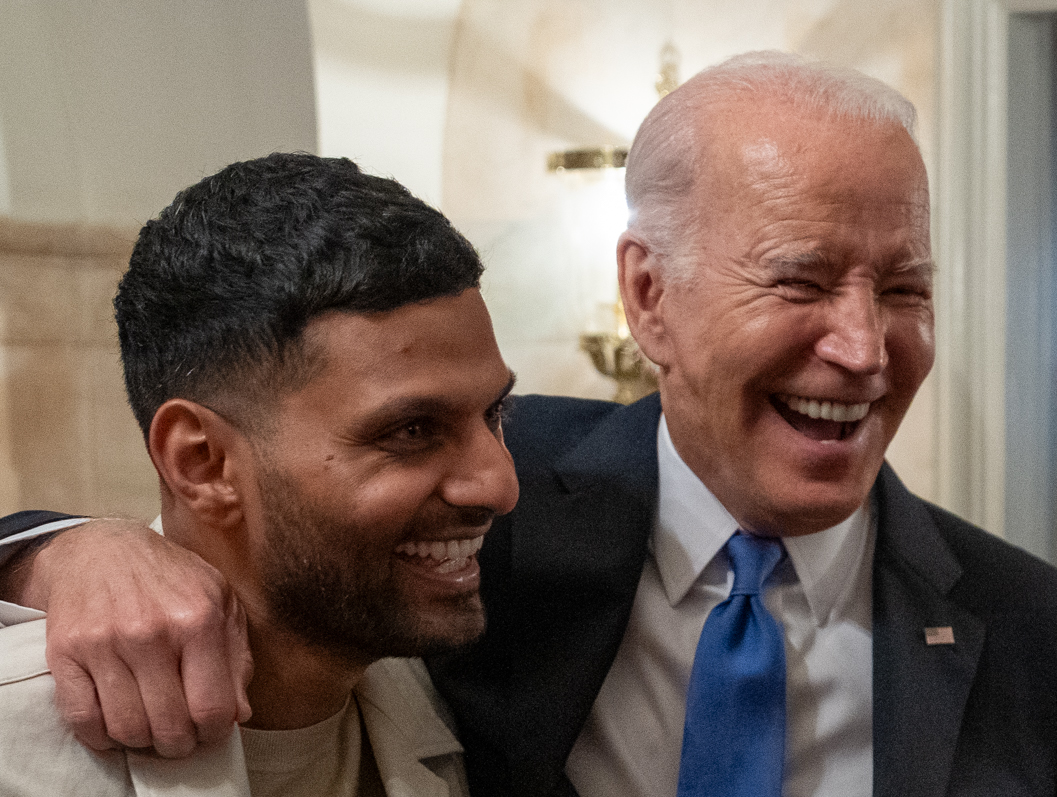
Joe Biden et Jay Shetty en 2023

En 2020, Shetty a publié le livre Think Like a Monk chez Simon & Schuster,. Le livre offre des conseils pour réduire le stress et améliorer la concentration, basés sur les expériences de Shetty à l'ashram. En septembre 2020, le Wall Street Journal, le New York Times et Amazon ont placé le livre sur leur liste des meilleures ventes,,.
Il aspire à ce que les gens trouvent sens à leur vie selon son interview dans le Wall Street Journal.

## Distinctions
- 2016 : ITV Asian Media Awards[41]
- 2018 : Streamy Awards 2018[42]
- 2019 : Prix Outstanding Achievement Online Award aux Asian Awards
- 2019 : Prix Best in Health & Wellness aux 11e Shorty Awards[43]

## Œuvre
- Think Like a Monk chez Simon & Schuster[44]